# 鹿兒島讀賣電視台
鹿兒島讀賣電視台（日语：／ Kagoshima Yomiuri Terebi */?）是日本的一家以鹿兒島縣為放送地域的電視台，是日本電視台聯播網NNN·NNS的成員。開播于1994年4月1日。正式公司名為株式會社鹿兒島讀賣電視臺，簡稱為KYT。

## 外部連結
- KYT 鹿兒島讀賣TV （页面存档备份，存于）
- YouTube上的KYT鹿兒島讀賣電視台頻道